# Skansen w Wolinie
Skansen w Wolinie – średniowieczny skansen położony na wyspie Wolińska Kępa w granicach administracyjnych miasta Wolin. Został otwarty 7 kwietnia 2008 roku przez Tomasza Wojtczaka prezesa stowarzyszenia Centrum Słowian i Wikingów „Wolin-Jomsborg-Wineta”.
W 2008 roku prezentowanych było 13 obiektów nawiązujących do wczesnośredniowiecznej zabudowy Wolina. Budowle okalają wały obronne oraz część palisady wraz z bramą i wieżyczką. Planowane są jeszcze m.in. chata mincerza, garncarza, rybaka, bursztynnika oraz średniowieczny port. Okresowo w skansenie odbywają się pokazy dawnych rzemiosł i inscenizacje walk średniowiecznych wojów.
Co roku na terenie skansenu odbywa się Festiwal Słowian i Wikingów. W skansenie kilkakrotnie kręcone były filmy, między innymi dla Telewizji Polskiej i History Channel.
W skansenie dwukrotnie dochodziło do pożarów. W lutym 2011 jedna z 25 chat uległa zniszczeniu w wyniku pożaru. Po raz kolejny dwie chaty spłonęły 24 kwietnia 2014 roku